# Hyperkubus

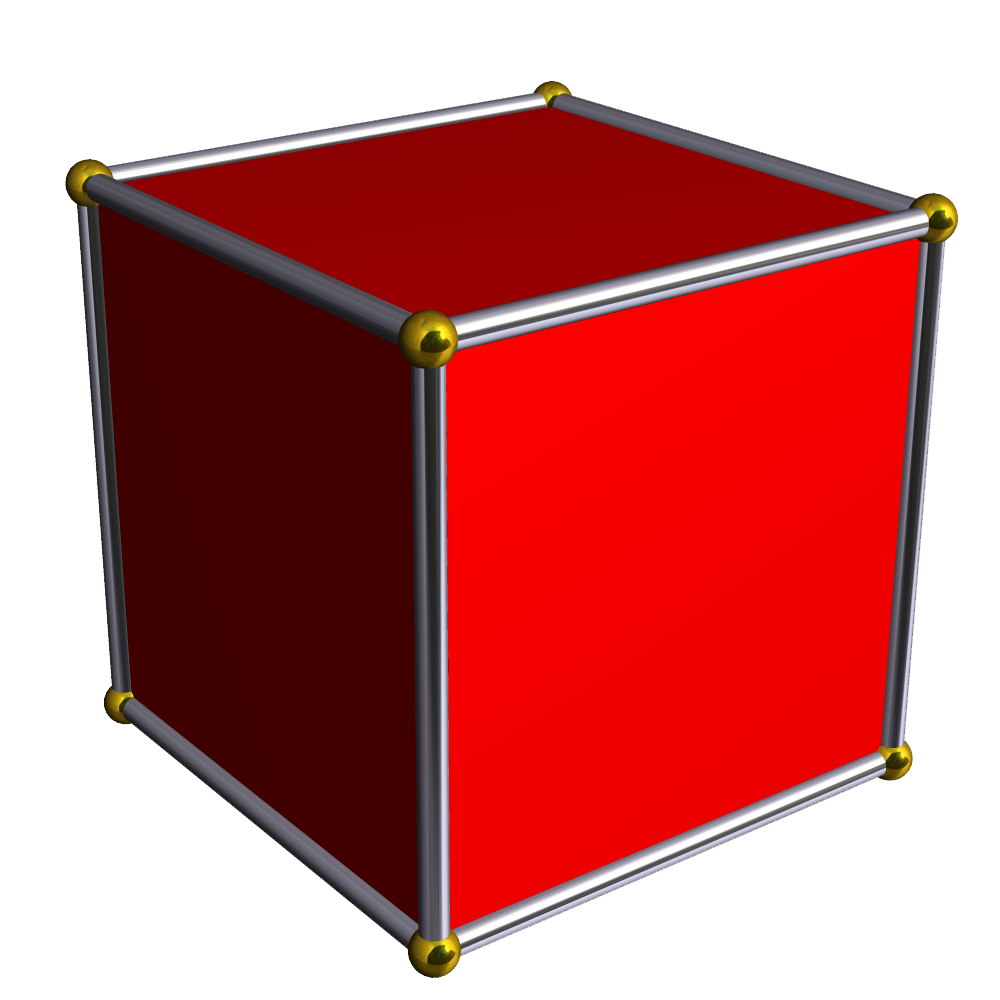
Kubus

Projectie van een tesseract

Projectie van een roterende vierdimensionale hyperkubus

Een hyperkubus is een figuur in de meetkunde, iets, een voorwerp of een lichaam in een bepaald aantal dimensies dat met een tweedimensionaal vierkant overeenkomt en een driedimensionale kubus. Een tesseract is een hyperkubus van de dimensie 4.
Een hyperkubus is een gesloten, compacte en convexe ruimtelijke figuur, die uit tegenover elkaar liggende evenwijdige lijnstukken bestaat. Deze lijnstukken liggen in alle dimensies die de hyperkubus inneemt. Alle hoeken tussen deze lijnstukken zijn ten opzichte van elkaar loodrecht. De dimensie van de hyperkubus is {\displaystyle n}. Een punt is een hyperkubus waarbij {\displaystyle n=0}. Er zijn de lijn met {\displaystyle n=1}, het vierkant met {\displaystyle n=2} en de kubus met {\displaystyle n=3}.
Een {\displaystyle n}-dimensionale hyperkubus wordt ook {\displaystyle n}-kubus genoemd. Coxeter noemde het ook een meetpolytoop, maar dat is achterhaald. De hyperkubus is het speciale geval van een hyperrechthoek, ook orthotoop genoemd.
Een eenheidshyperkubus is een hyperkubus waarvan alle zijden een lengte 1 hebben. De hyperkubus waarvan de hoekpunten de {\displaystyle 2^{n}} punten in {\displaystyle \mathbb {R} ^{n}} met coördinaten gelijk aan 0 of 1 zijn, wordt met eenheidshyperkubus aangeduid.
Een punt is een hyperkubus met dimensie 0. Als men dit punt 1 eenheidslengtemaat beweegt, wordt er een lijnstuk uitgezet, die een eenheidshyperkubus van dimensie 1 is. Als men dit lijnstuk op zijn beurt in een richting beweegt die loodrecht op de lijn staat, wordt er een tweedimensionaal vlak afgebakend. Als men dit vlak vervolgens 1 eenheidslengtemaat in een richting beweegt die loodrecht op het vlak staat ontstaat er een driedimensionale kubus.
Voor het algemene geval is de Minkowski som gedefinieerd. Een {\displaystyle d}-dimensionale hyperkubus is de Minkowski som van, wordt opgespannen door {\displaystyle d}, onderling loodrechte lijnstukken met een lengte die gelijk is aan de eenheids-lengtemaat.

## Gebruik
Het is een techniek die in supercomputers wordt gebruikt, om de met elkaar communicerende processors zo met elkaar te verbinden, dat zij op de hoekpunten van een hyperkubus liggen.

## Gerelateerde categorieën van polytopen
De hyperkubussen zijn een van de weinige categorieën van regelmatige polytopen die in alle dimensies voorkomen.
De hyperkubus, zonder verdere aanduiding, is de eerste van drie categorieën regelmatige polytopen, door Coxeter aangeduid als {\displaystyle \gamma _{n}}. De andere twee zijn de duale hyperkubussen, de kruispolytopen, aangeduid als {\displaystyle \beta _{n}} en de simplices, aangeduid met {\displaystyle \alpha _{n}}.
De oneindige betegeling van hyperkubussen duidde hij aan met {\displaystyle \delta _{n}}.
Een andere gerelateerde categorie van semireguliere en uniforme polytopen zijn de demihyperkubussen, die uit hyperkubussen worden geconstrueerd met alternerend verwijderde hoekpunten en simplex-facetten voor het opvullen van de gaten, aangeduid als {\displaystyle h\gamma _{n}}.